# Hanul din Tâncăbești
Hanul din Tâncăbești este un monument istoric aflat pe teritoriul satului Tâncăbești, comuna Snagov.